# Pfarrkirche Silz
Koordinaten: 47° 15′ 54,9″ N, 10° 55′ 39,5″ O
Die Pfarrkirche Silz steht in der österreichischen Gemeinde Silz in Tirol. Die römisch-katholische Pfarrkirche Hll. Peter und Paul gehört zum Dekanat Silz in der Diözese Innsbruck. Die Kirche steht unter Denkmalschutz.

## Baugeschichte
Die den Aposteln Petrus und Paulus geweihte Pfarrkirche von Silz wurde in den Jahren 1846 bis 1848 an Stelle eines älteren Baus unter der Leitung des Baumeisters Benedikt Perwög erbaut. Ursprünglich hätte der vom Architekten Alois Haas für 1400 Personen ausgelegte Bau noch um einiges größer werden sollen, als er dann tatsächlich zur Ausführung gelangte, aber für dieses Projekt konnte von der Regierung keine Genehmigung erlangt werden. Obwohl sich die überarbeiteten Haas´schen Pläne in technischer Beziehung als zweckmäßig und ausführbar erwiesen, hatten die Initiatoren des Kirchenneubaus, allen voran Pfarrer Peter Span, in der eigenen Gemeinde mit großem Widerständen zu kämpfen. Es kam dabei immer wieder zu unschönen Auseinandersetzungen zwischen Befürwortern und Gegnern des Kirchenneubaus, die in zahlreichen Beschwerdeschriften an das Gubernium gipfelten. Die Regierung setzte diesem Streit schließlich mit dem Dekret vom 26. September 1845 ein abruptes Ende, indem sie die Anordnung traf, den Bau sogleich, ohne die weiteren Einwendungen der opponierenden Parteien zu beachten, auszuführen. Noch am Tag, als dieses Dekret ausgefertigt wurde, wurde mit dem Abriss der alten Totenkapelle begonnen. Nach dem Abbruch der alten Kirche konnte endlich mit dem Neubau begonnen werden. Schon ein halbes Jahr nach der Grundsteinlegung am 2. Juli 1846 war der Rohbau des neuen Gotteshauses erstellt und der Turm bis zur Höhe des Kirchendachs aufgeführt. Zu Allerheiligen 1847 war dann auch der Innenausbau so weit fortgeschritten, dass die Pfarrgemeinde in die Kirche einziehen konnte. Am 14. November 1847 wurde sie vom Abt des Stiftes Stams geweiht.

## Baubeschreibung
Die Silzer Pfarrkirche erhält ihr charakteristisches Aussehen durch die dem Langhaus vorangestellte und quer zu diesem verlaufende Vorhalle mit darüberliegender Doppelempore. Dieser Baukörper wird durch den mächtigen, über dem Eingangsportal aufragenden Turm dreigeteilt. Seine Funktionalität und architektonische Konzeption erinnert an ein Westwerk (das hier aufgrund der Südung der Kirche im Norden liegt). Das markante Äußere der Silzer Pfarrkirche erweckt beim Betrachter den Eindruck, vor einem Dom zu stehen. Der angenehme vanillegelbe Anstrich der Fassade harmoniert mit der Farbgebung der Ecklisenen und Fensterlaibungen, die mit einem kontrastierenden Braunton bemalt sind. Vor der Fassadenrenovierung 2009 war das Farbverhältnis umgekehrt mit dünklerer Fassade und helleren Ecklisenen und Laibungen. Das Dach des Kirchturms wird von einer Laterne abgeschlossen, die gotische Stilelemente aufweist. Die Spitze dieses polygonalen Dachelementes wird von einem Turmknopf mit aufgesetztem Kreuz bekrönt.

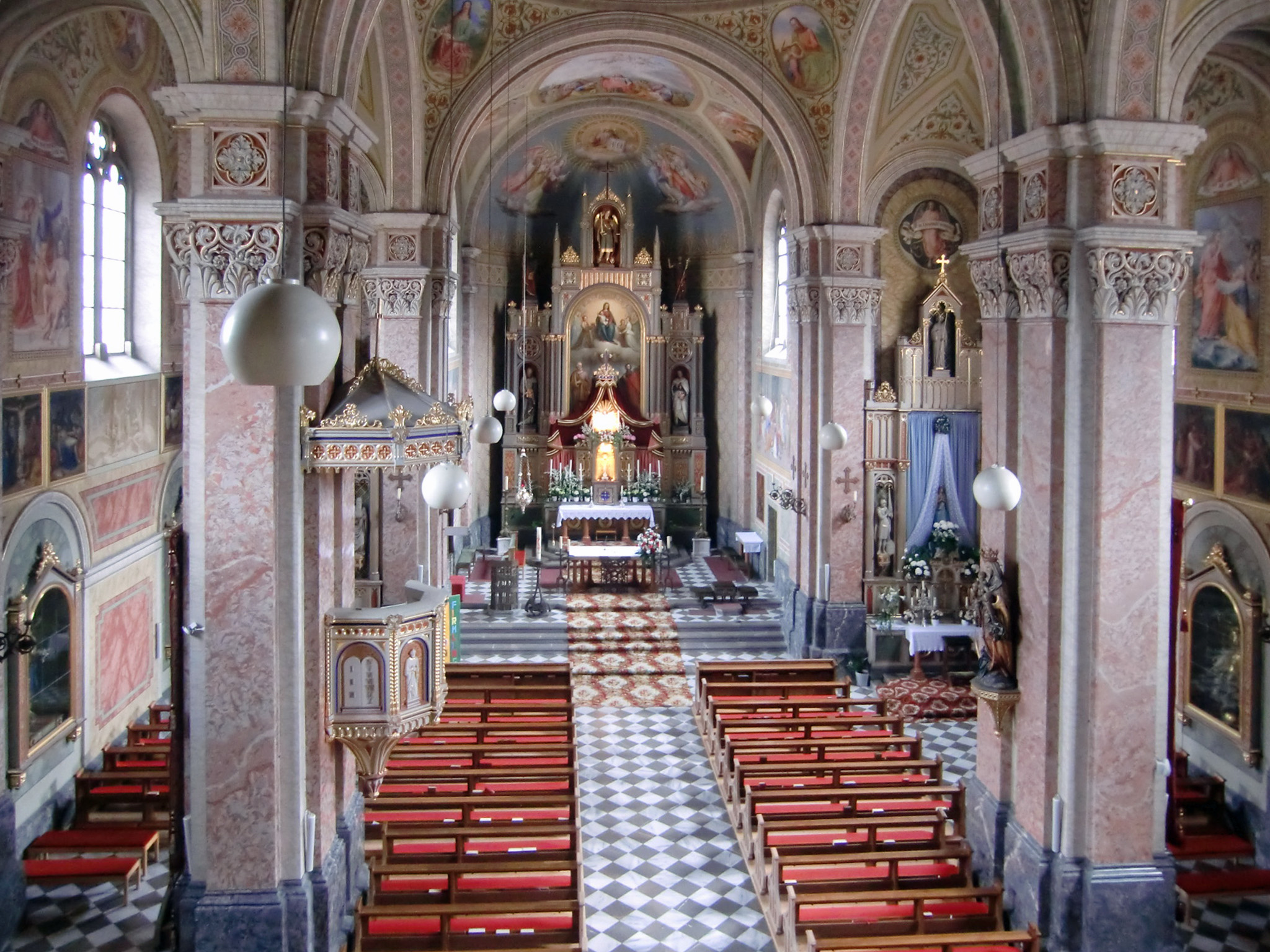
Blick von der Empore in das Kirchenschiff

## Ausstattung

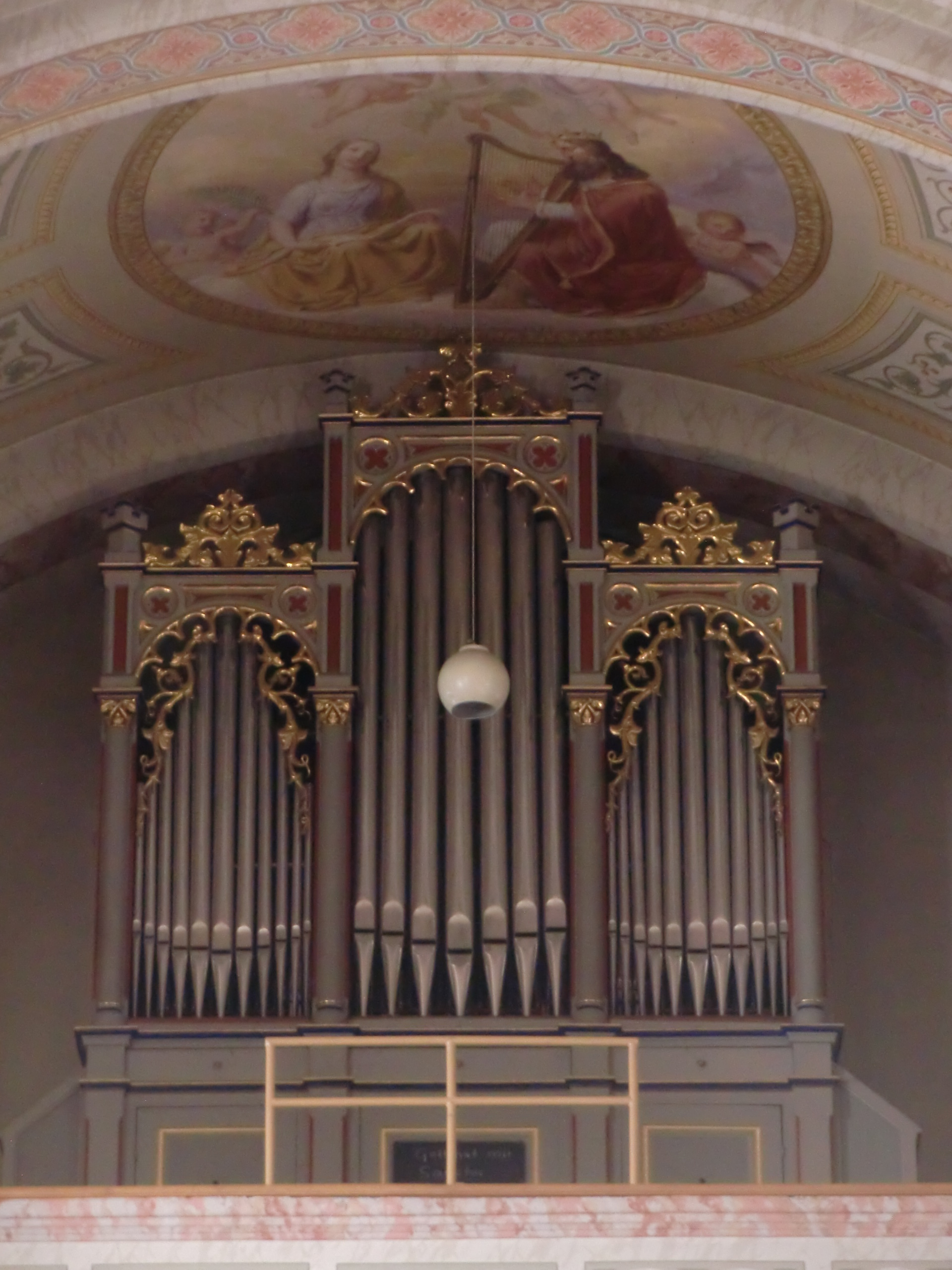
Die Orgel und das Gemälde König David von Arnold d. Ä.

Der Besucher betritt die im Stil der Neuromanik erbaute Hallenkirche durch das schlichte, der Bundesstraße zugekehrte Eingangsportal und gelangt in eine schmucklose Vorhalle, von der zwei Aufgänge in die darüber liegenden Emporen der Kirche führen. Nach dem Passieren des Eingangsbereiches öffnet sich vor ihm das dreischiffige Langhaus, das von zwei Schirmkuppeln überwölbt wird. Diese Kuppeln werden wie die Quertonnen der Seitenschiffe von vier mächtigen Pfeilern getragen. Der auf Mittelschiffbreite eingezogene Chor ist um fünf Stufen erhöht und mit einer Längstonne, in die Stichkappen einschneiden, eingewölbt. Hinter einem Gurtbogen, der das Langhaus vom Presbyterium trennt, liegt die Apsis mit dem Hochaltar. Das Altarblatt ziert ein Gemälde des Nazarenerkünstlers Franz Hellweger, das die Kirchenpatrone Petrus und Paulus und den heiligen Dominikus darstellt, über ihnen thront die Gottesmutter mit dem Jesuskind. Die Holzplastiken auf dem Hochaltar schuf Josef Miller, ein Schüler des Imster Bildhauers Franz Xaver Renn. Die Statuen auf den Seitenaltären fertigte Renn selbst. Die Sujets der Seitenaltäre wurden von Caspar Jele gestaltet. Sie zeigen Josef, den Nährvater, auf dem Sterbebett und auf der anderen Seite den heiligen Aloisius.
Das Deckengemälde im Presbyterium stellt die Übergabe der Schlüsselgewalt durch Christus an Petrus dar. Es wurde von Josef Arnold d. Älteren um 1850 gemalt. „König David“ (über der Orgel) und „Christus erscheint den Aposteln“ (über dem Eingang der Sakristei) sind weitere Werke dieses Künstlers in Silz.
Die noch nicht bemalten Flächen im Langhaus und im Presbyterium wurden um die Jahrhundertwende vom Historienmaler Heinrich Kluibenschedl und von Emanuel Raffeiner mit Bildern im Nazarenerstil geschmückt. Die Langhauskuppeln zeigen Szenen aus dem Leben der Apostel Petrus und Paulus. Das Wandgemälde rechts vom Hochaltar, das Christus im Kreis der Apostel bei der Fußwaschung darstellt, zählt nicht zu den besten Werken Kluibenschedls. Als Besonderheit sind zwei Kreuzwegstationen zu erwähnen, die der Künstler den 14 Stationen von Peter Valentin hinzugefügt hat. Sie zeigen die Grablegung Christi und die Auffindung des Kreuzes durch die heilige Helena.
In der Osterzeit wird in der Pfarrkirche ein „Heiliges Grab“ aufgebaut. Die Malerarbeiten dazu stammen ebenfalls vom Rietzer Kunstmaler Kluibenschedl.
In den Öffnungen der Seitenschiffwände werden in verschließbaren Kästen sogenannte „Farggelen“ aufbewahrt, das sind Statuen, die bei Prozessionen mitgetragen werden. Bei der letzten Restaurierung der Pfarrkirche wurde die Kanzel wieder angebracht und neu vergoldet. Als Pendant wurde am Pfeiler gegenüber eine Holzstatue der Madonna aufgestellt. Geschnitzt wurde sie von Josef Bachlechner.
Die Pfarrkirche in Silz besitzt auch einige moderne Kunstwerke. Besonders zu erwähnen sind die Attribute für den Volksaltar: Ambo, Leuchter, Antependium und Priesterbank von Ilse Glaninger-Balzar sowie das Bild des Märtyrerpriesters Otto Neururer von Elmar Peintner.

## Orgel
Die Orgel auf der Empore wurde in den 1880er Jahren vom Orgelbaumeister Franz Weber aus Oberperfuß aus alten und neuen Teilen zusammengefügt. Nach mehreren Renovierungen und Wiederinstandsetzungen wurde das Instrument im Jahre 1991 von der Orgelbaufirma Pirchner mit einer zeitgemäßen technischen Ausrüstung versehen.

## Glocken
Silz besitzt die größte Glocke des Oberinntals. Sie wurde 1955 in der Glockengießerei Oberascher gegossen, hat ein Gewicht von 4.061 Kilogramm und wird im Volksmund wegen ihres tiefen Klanges die „Pummerin des Oberinntales“ genannt. Zusammen mit vier Glocken aus der Glockengießerei Grassmayr bildet sie den imposanten Glockenchor der Silzer Pfarrkirche. Die Totenglocke wurde im Jahre 1791 gegossen.

## Galerie

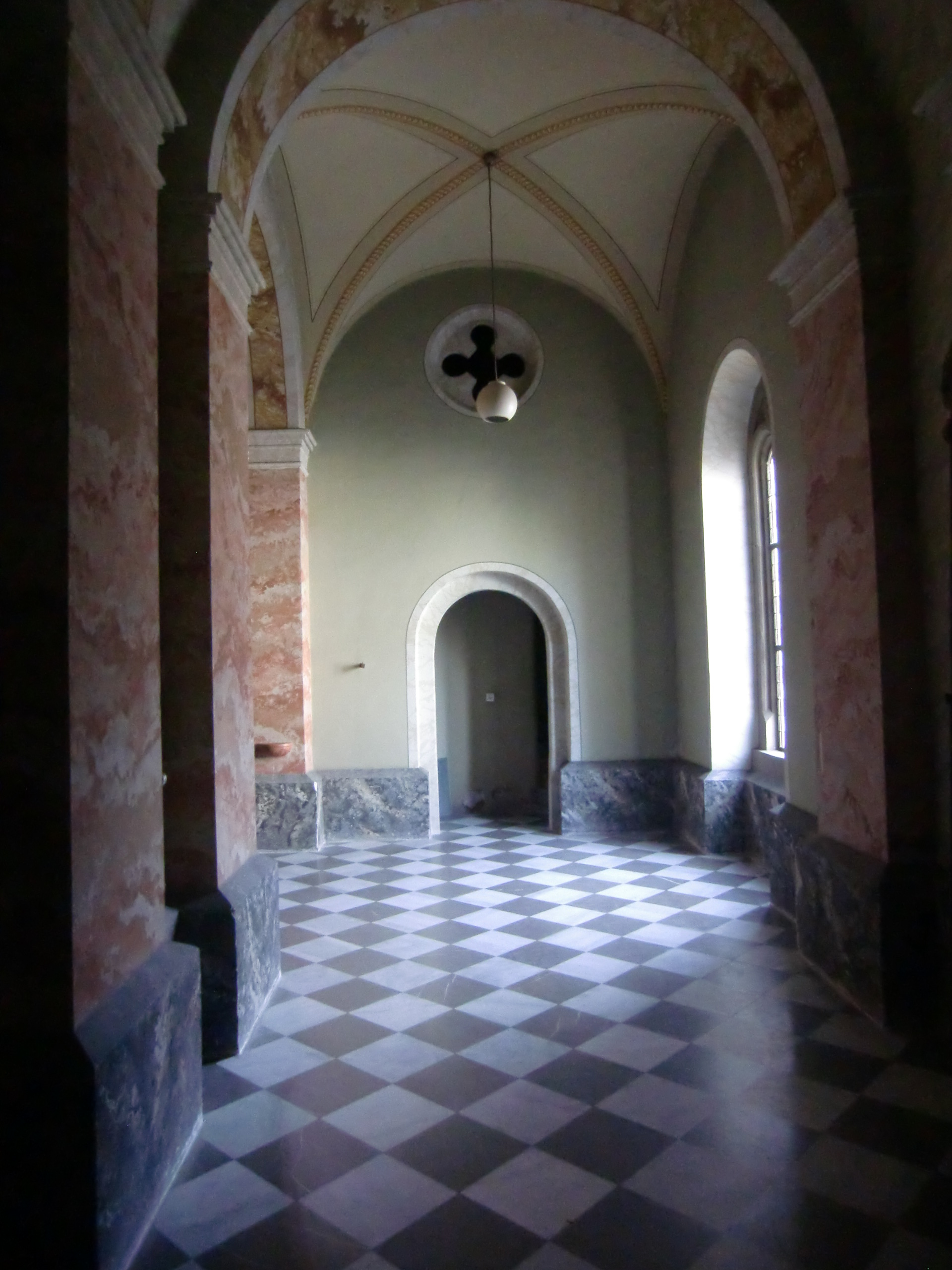
Vorhalle
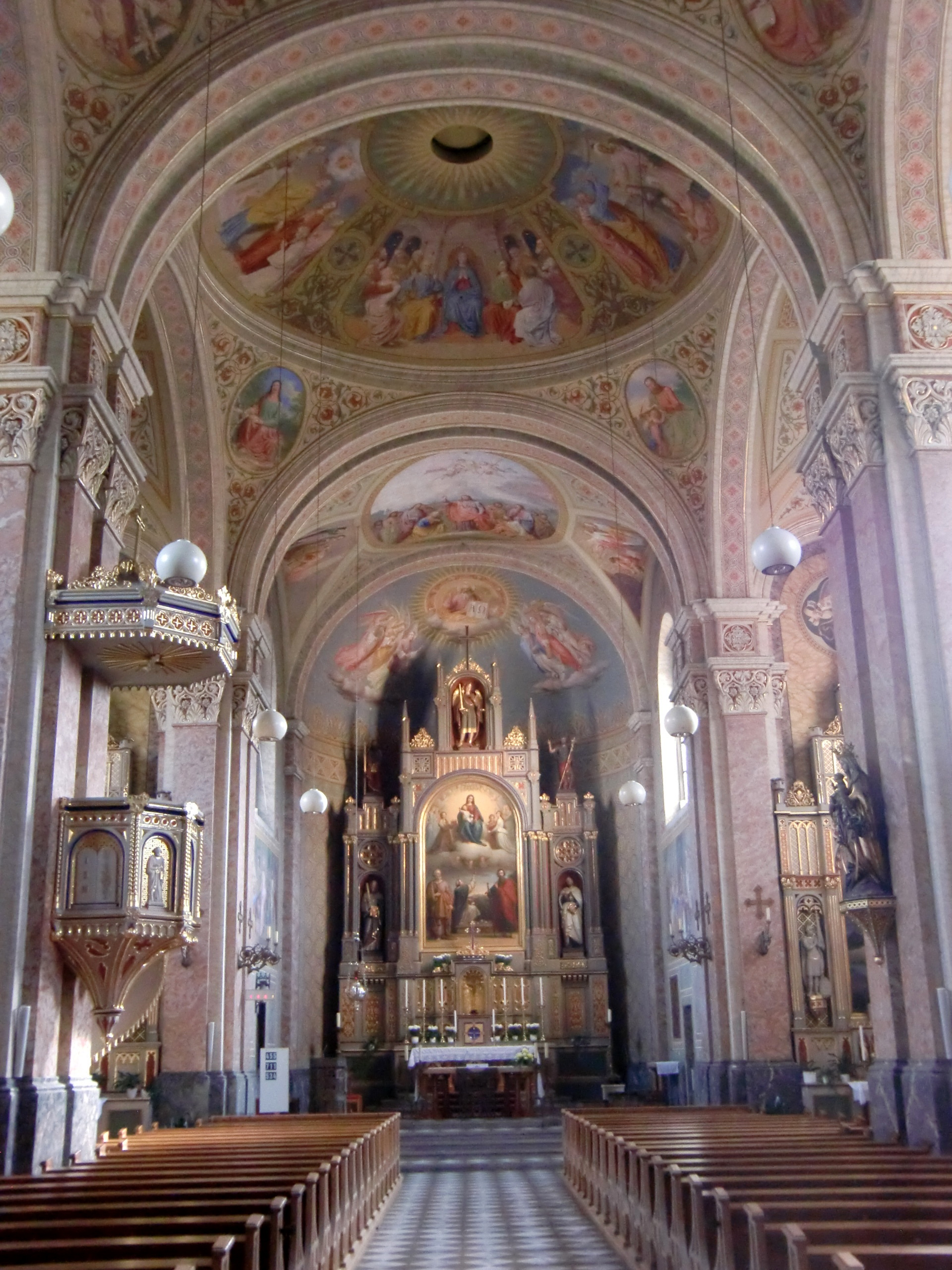
Mittelschiff mit Blick zum Hochaltar
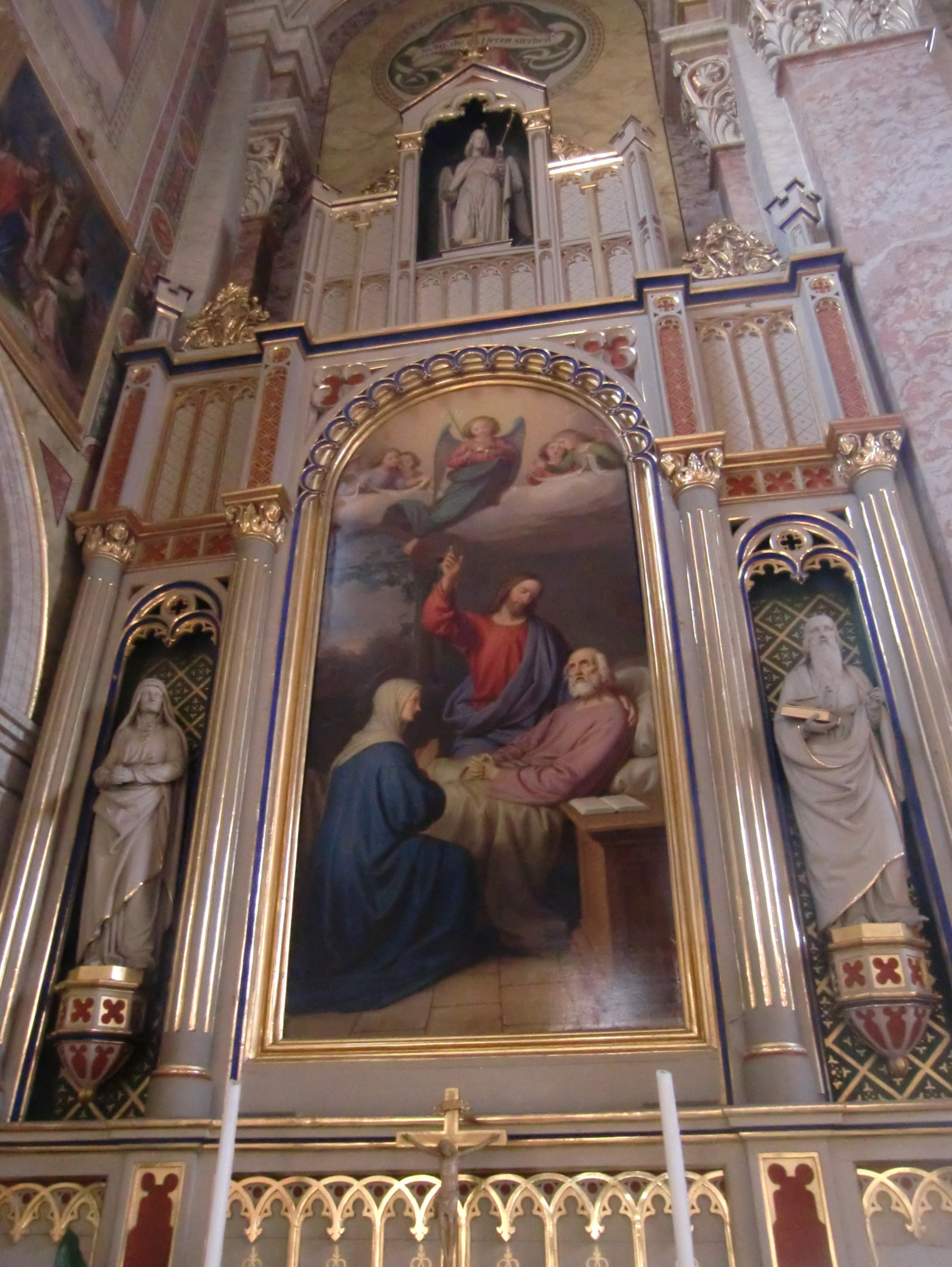
Seitenaltar links
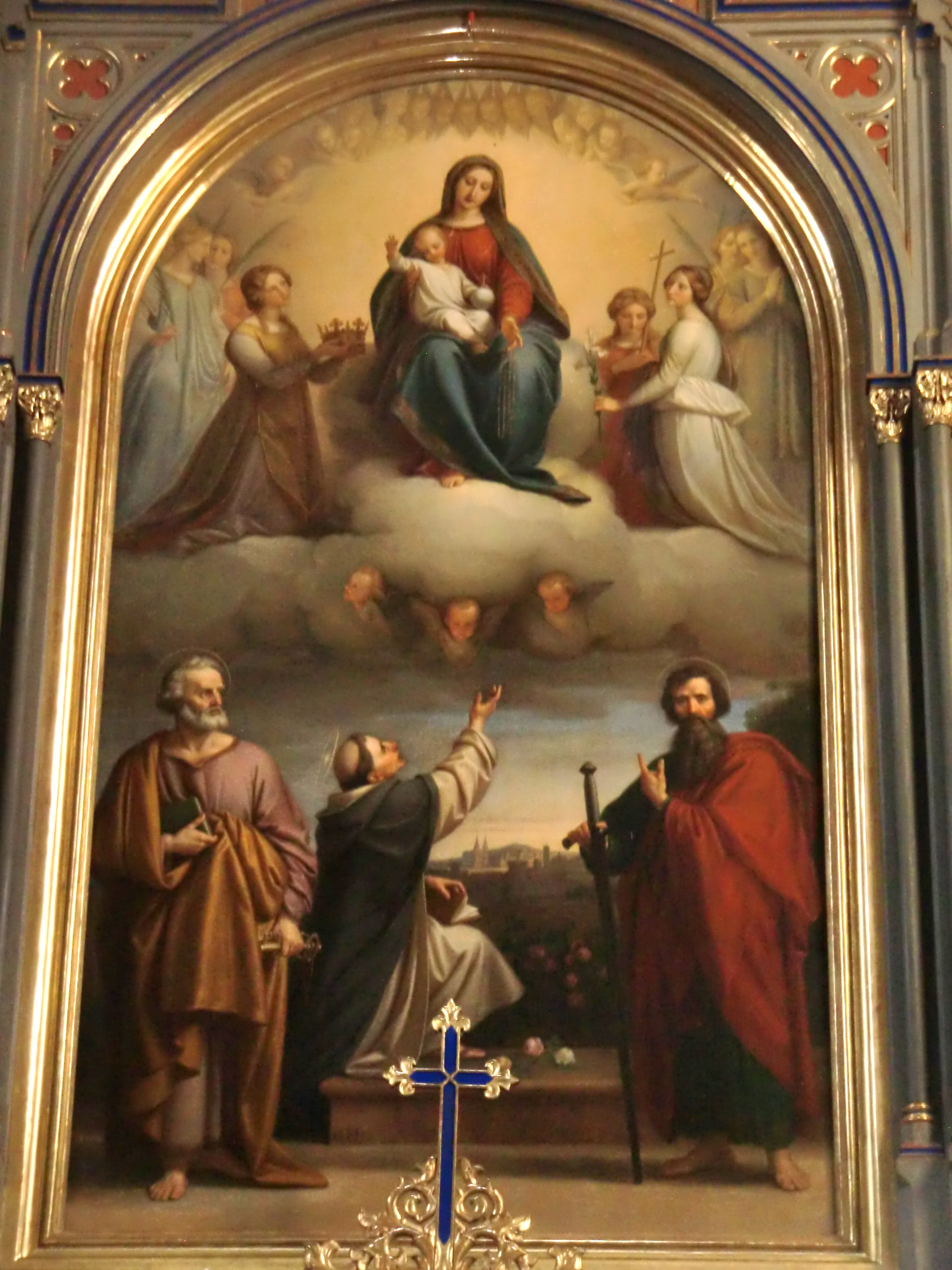
Hochaltar mit dem Altarblatt von Franz Hellweger
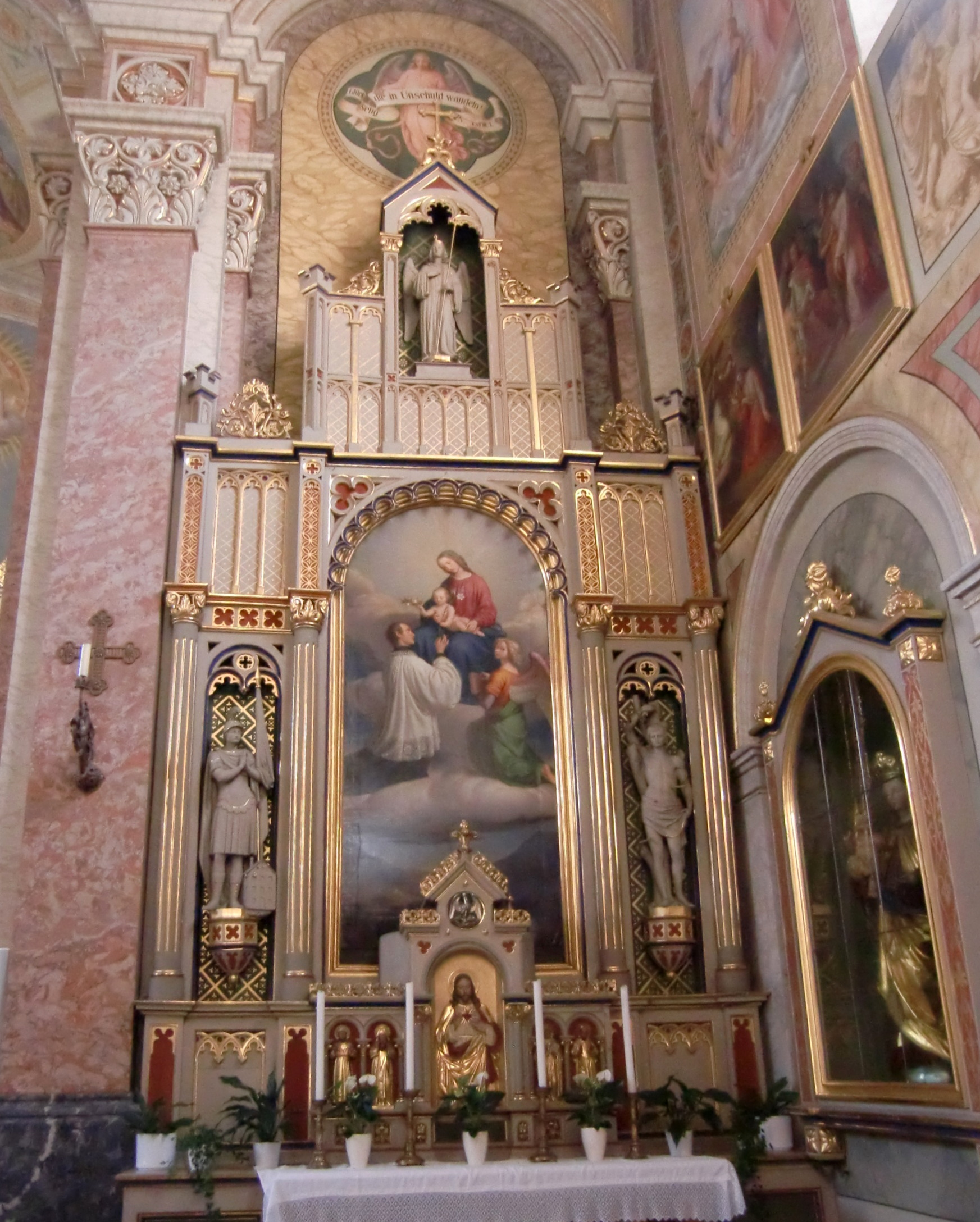
Seitenaltar rechts
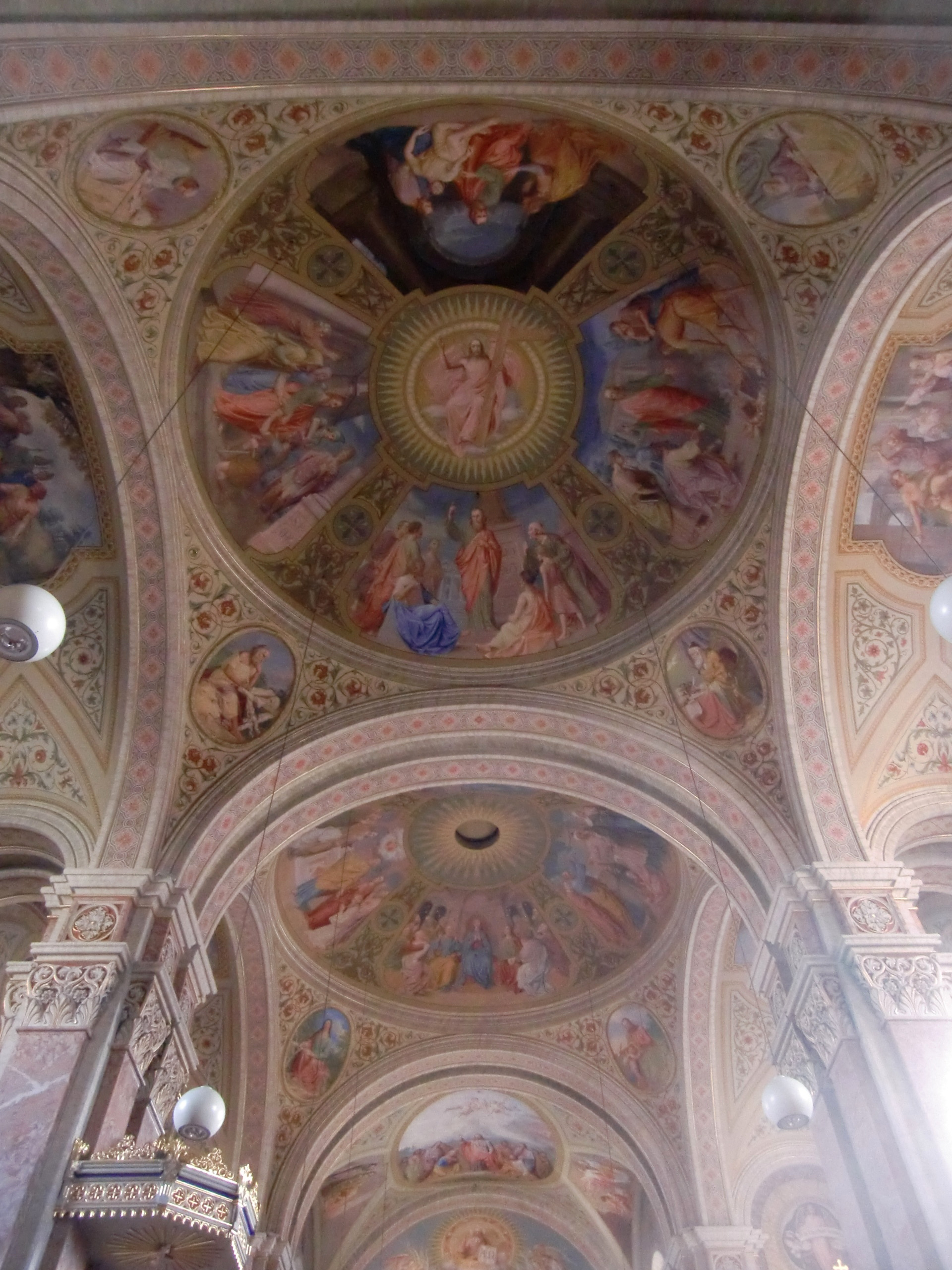
Schirmkuppeln im Mittelschiff
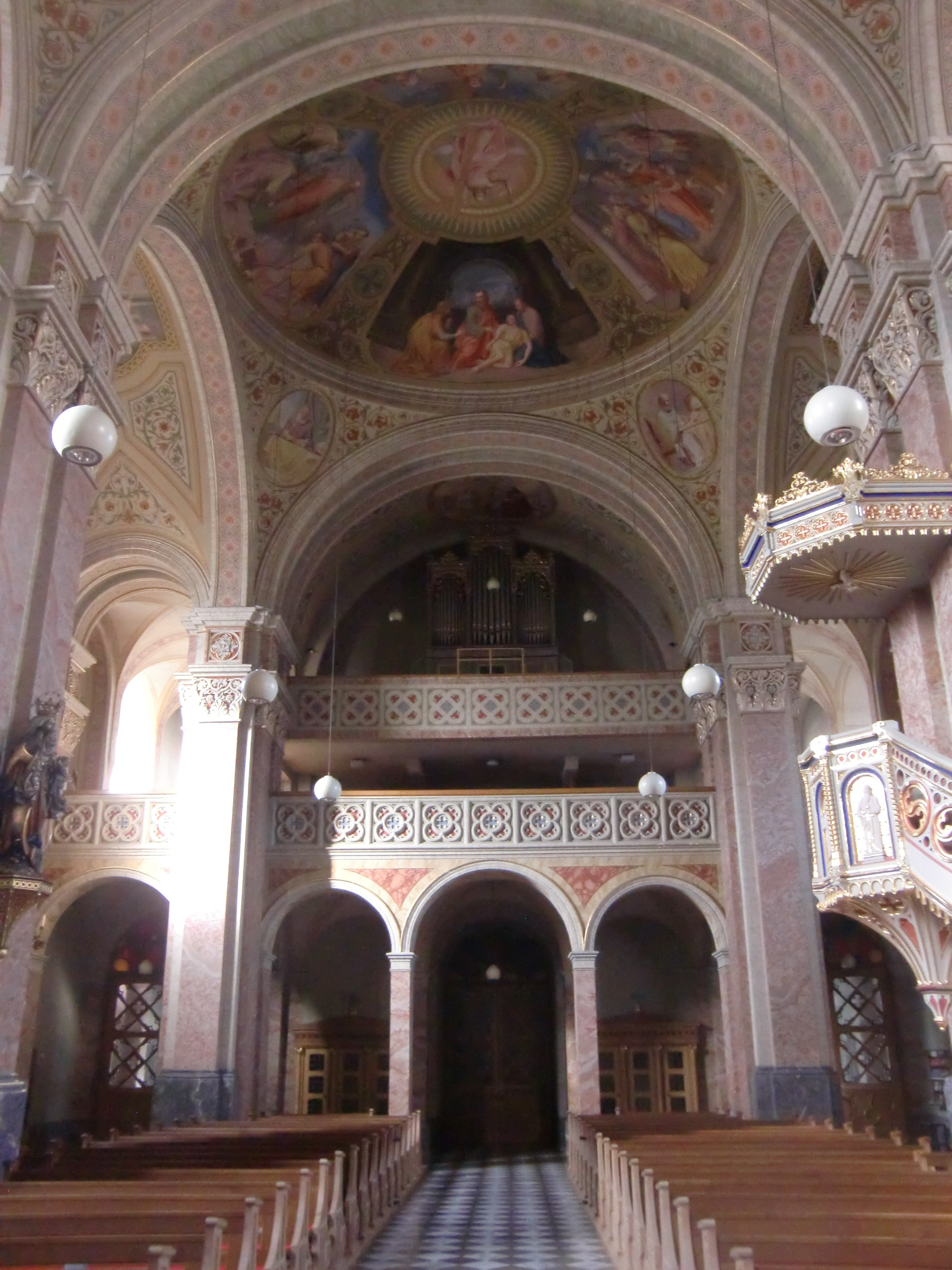
Doppelempore